# Гарвардський проєкт
«Гарвардський проєкт» (англ. Harvard Project)

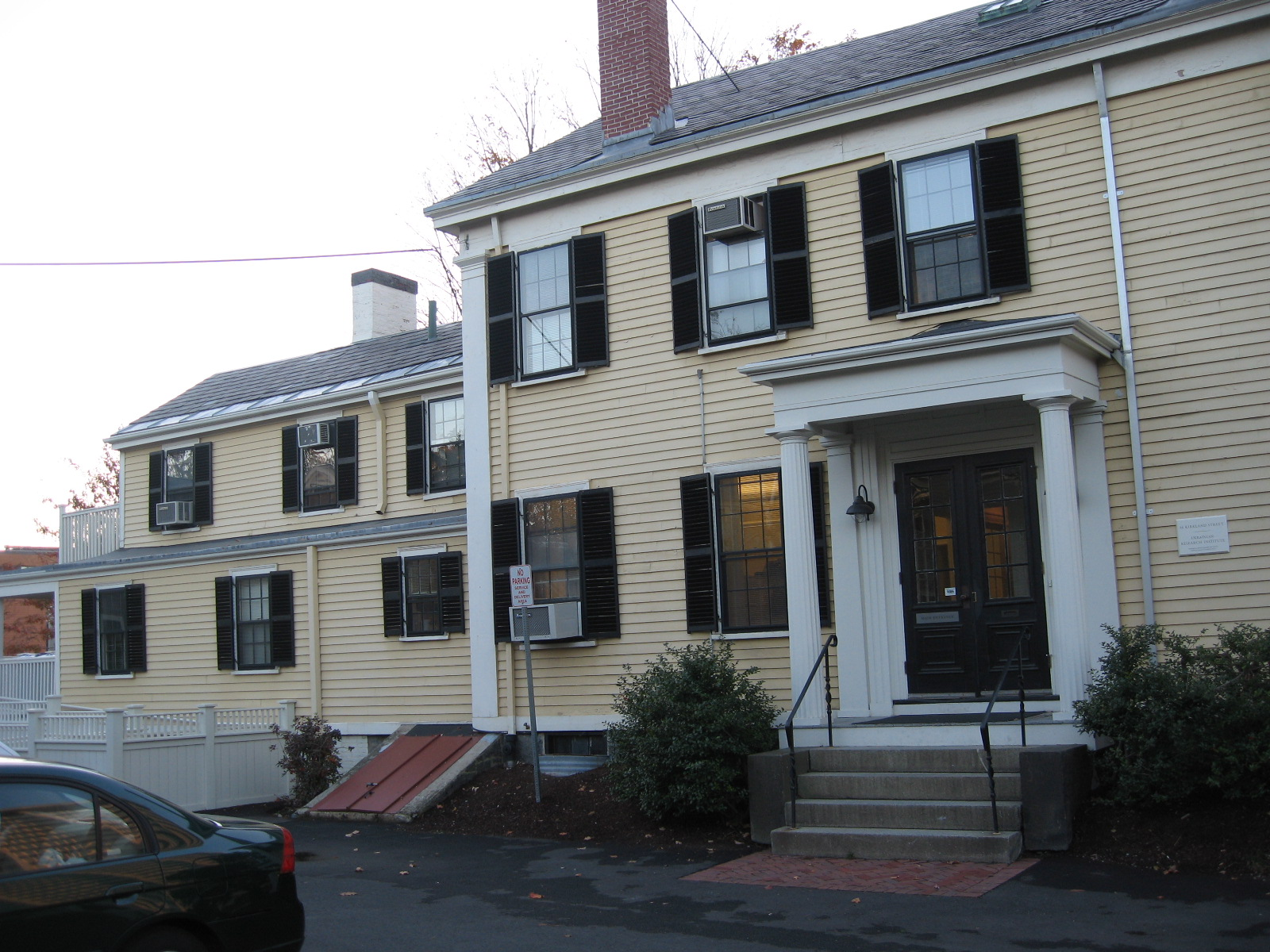
Український науковий інститут Гарвардського університету.

У 1957 році на Третьому конгресі Союзу Українських Студентських Товариств Америки виступив Степан Хемич, котрий підняв питання про заснування кафедри українознавства в одному з американських університетів. Було створено Фонд катедр україністики, який повинен був займатися збиранням коштів для втілення такої ідеї. Степана Хемича було обрано керівником цього фонду. 22 січня 1968 у Гарвардському університеті була офіційно відкрита перша в Америці кафедра історії України, з якої постав пізніше Український науковий інститут Гарвардського університету (УНІГУ).
У зв'язку з тисячоліттям хрещення Руси-України 1984 року провідники УНІГУ вирішили реалізувати Гарвардський проєкт, важливою частиною якого є видання «Гарвардської Бібліотеки Давнього Українського Письменства» (планувалось 150 томів). З 1987 року побачило світ понад десяти солідних томів. До реалізації проєкту був залучений й Інститут літератури НАНУ. До редакційної колегії увійшли відомі вчені: Омелян Пріцак, Олекса Мишанич, Ярослав Ісаєвич, Едвард Кенан та інші, а до редакційної ради, зокрема, Ришард Лужни (Краків), Ріккардо Піккіо (Неаполь), Ганс Роте (Бонн), Юрій Шевельов (Нью-Йорк), Вільям Федер (Амстердам).
Кожне видання здійснюється мовою оригіналу та в перекладі на англійську та українську мови. Серед книг: «Історія русів», «Слово о полку Ігоревім», «Києво-Печерський патерик», твори Юрія Дрогобича, Станіслава Оріховського, Павла Русина, Григорія Сковороди, Захарія Копистенського, Петра Могили та ін.